# San Pedro de Poás
San Pedro de Poás – miasto w Kostaryce, w prowincji Alajuela.

## Transport

### Transport drogowy
Przez San Pedro de Poás przebiegają następujące drogi krajowe:
- Droga krajowa nr 107
- Droga krajowa nr 130
- Droga krajowa nr 146
- Droga krajowa nr 723